# Margaret Harwood
Margaret Harwood (ur. 19 marca 1885 w Littleton, zm. 6 lutego 1979 w Bostonie) – amerykańska astronomka, specjalizująca się w fotometrii. Na jej cześć została nazwana asteroida 7040 Harwood odkryta w 1960 roku.

## Życiorys
Urodziła się w 1885 roku w Littleton w stanie Massachusetts jako córka Herberta Josepha Harwooda i Emelie Augusty z domu Green. Uczęszczała do szkół w Littleton i Concord, gdzie wyróżniała się wiedzą matematyczną i z nauk ścisłych.
W Radcliffe College planowała studiować fizykę, chemię i matematykę. Zainteresowanie astronomią rozwinęło się, gdy zamieszkała w 1903 roku u rodziny Arthura Searle′a (1837–1920), pracującego w obserwatorium Harvarda. Poznawała obsługę teleskopów w obserwatorium oraz otrzymała wsparcie od personelu obserwatorium, m.in. Edwarda Pickeringa, Annie Jump Cannon i Henrietty Leavitt.
W 1907 roku ukończyła Radcliffe College. W czasie studiów była członkinią bractwa studenckiego Phi Beta Kappa Society.
Po ukończeniu studiów pracowała jako asystentka w Obserwatorium Uniwersytetu Harvarda. Równocześnie uczyła w Volkman School (Boston), Buckingham School (Cambridge) i Faulkner School (Dedham).
W 1912 roku zdobyła stypendium Nantucket w wysokości 1000 dolarów przeznaczone na zaawansowane studia astronomiczne i pracę badawczą m.in. w Obserwatorium Marii Mitchell na wyspie Nantucket w stanie Massachusetts.
W 1916 roku uzyskała tytuł magistra na Uniwersytecie Kalifornijskim w Berkeley.
W 1917 roku odkryła planetoidę, 4 dni przed George’em H. Petersem, który po zbadaniu jej orbity nazwał ją Washingtonia i został uznany za jej odkrywcę.
Przez 41 lat (1916–1957) pełniła funkcję dyrektorki Obserwatorium w Nantucket, specjalizującym się w fotometrii. Zajmowała się gwiazdami zmiennymi i asteroidami oraz mniejszymi planetami. Przeprowadzała badania zmian światła gwiazd i asteroid, głównie planetoidy Eros.
W 1923 roku prowadziła badania nocnego nieba na stacji Harvarda w Arequipie w Peru. Była to część szeroko zakrojonego i prowadzonego przez duży zespół kobiet projektu badania całego nieba i stworzenia zbioru 500 tysięcy fotografii na szklanych płytach.
W latach 1923–1924 otrzymała dostęp do teleskopu w czołowym obserwatorium Mt.Wilson (pomimo ówczesnego zakazu korzystania z jego obiektów przez kobiety) i badała gwiazdy zmienne i asteroidy oraz małą planetoidę (433) Eros. Na kilka miesięcy przyznano jej także przywilej używania 60-calowego teleskopu, wtedy drugiego co do wielkości na świecie.
Jako członkini Amerykańskiej Unii Astronomicznej i Królewskiego Towarzystwa Astronomicznego uczestniczyła w wielu sympozjach i spotkaniach z astronomami europejskimi i amerykańskimi. Podczas II wojny światowej prowadziła kursy i wykłady w Massachusetts Institute of Technology.
Po I wojnie światowej działała jako wolontariuszka w Czerwonym Krzyżu, w szpitalu oraz w komitecie szkolnym w Nantucket. W trakcie II wojny światowej uczyła na wieczorowych kursach dla amerykańskiej straży przybrzeżnej technik nawigacji.
W 1957 roku otrzymała Medal Kapituły Absolwenta Radcliffe College za wybitne osiągnięcia naukowe.
W 1962 roku przyjęła Nagrodę Annie Jump Cannon przyznawaną przez Amerykańskie Towarzystwo Astronomiczne.
W repozytorium Biblioteki Schlesingera (Instytut Radcliffe, Uniwersytet Harvarda), zajmującej się historią kobiet w Ameryce znajduje się kolekcja pism archiwalnych uczonej, głównie jej korespondencja i materiały z wykładów.